# Zielonyj Mys
Zielonyj Mys (ros. Зелёный Mыс) – osiedle w Rosji (Jakucja); w ułusie niżniekołymskim.
Leży na prawym brzegu Kołymy, na północ od osiedla Czerski; administracyjnie wchodzi w skład osiedla typu miejskiego Czerski; ważny port rzeczny dostępny także dla dużych statków morskich, zwany "morskimi wrotami Jakucji".